# Jablko (kniha)
Jablko, povídky ze světa Kvítku karmínového a bílého je kniha povídek spisovatele Michela Fabera z roku 2006. Česky vyšla v roce 2015 v nakladatelství Argo v překladu Viktora Janiše. Obsah povídek vychází z obsahu Faberova novoviktoriánského románu Kvítek karmínový a bílý.

## Vznik knihy
Jedním z důvodů pro vznik knihy je otevřený konec oblíbeného románu Kvítek karmínový a bílý z roku 2002, který je zasazen do viktoriánské éry a líčí osudy londýnské prostitutky Sugar. První povídka Vánoce v Silver Street vznikla v prosinci 2002 a byla poprvé publikována v glasgowském listu Sunday Herald. Jako druhá byla v lednu 2003 napsána povídka Čokoládová srdíčka z Nového světa. Zbývající příběhy vznikly v roce 2005.

## Obsah
Kniha se skládá ze sedmi povídek a předmluvy, ve které autor popisuje reakce čtenářů na román Kvítek karmínový a bílý a motivace ke vzniku navazující knihy povídek.
- Vánoce v Silver Street je úvodní povídka zachycuje vánoční příhodu mladé londýnské prostitutky Sugar.
- Clara a Krysí muž je povídka popisující neobvyklou zákazku bývalé služebné a prostitutky Clary.
- Čokoládová srdíčka z Nového světa zachycuje příhodu ze života doktora Curlewa a jeho dcery Emmelíny.
- Moucha a její účinek na pana Bodleyho popisuje návštěvu pana Bodleyho v nevěstinci paní Tremainové.
- Jablko je povídka zachycující krátkou epizodu ze života prostitutky Sugar a misionářky usilující o její napravení
- Medicína popisuje smutný den voňavkářského magnáta Williama Rackhama a jeho meditace dlouho poté, co ho opustila jeho milenka Sugar.
- Mohutná postupující horda žen v moc velkých kloboucích je závěrečná povídka vyprávěná z pohledu starého pána Henryho, který vzpomíná na své dětství v Austrálii a v Londýně, na svou matku Sofii, tetičku Primrose a slavný pochod sufražetek Londýnem.